# Anette Hoffmann-Møberg
Anette Hoffmann-Møberg (ur. 5 maja 1971 w Egvad) – duńska piłkarka ręczna, wielokrotna reprezentantka Danii.

## Sukcesy
- 1994:  mistrzostwo Europy
- 1996:  mistrzostwo Europy
- 1996:  mistrzostwo Olimpijskie; Atlanta
- 1997:  mistrzostwo Świata
- 2000:  mistrzostwo Olimpijskie; Sydney